# Quello che conta/La ballata dell'eroe/Tra tanta gente
Quello che conta/La ballata dell'eroe/Tra tanta gente è un singolo di Luigi Tenco.

## Descrizione
Il disco contiene tre canzoni che tratte dalla colonna sonora del film La cuccagna di Luciano Salce. Per la La ballata dell'eroe in questa edizione come autori sono accreditati Fabrizio De André e Clelia Petracchi, al contrario delle altre versioni in cui manca il credito della Petracchi. Pilantra è lo pseudonimo di Luciano Salce

## Tracce
LATO A
1. Quello che conta – 2:47 (testo: Luciano Salce – musica: Ennio Morricone)

LATO B
1. La ballata dell'eroe – 1:45 (testo: Clelia Petracchi – musica: Fabrizio De André)
2. Tra tanta gente – 2:36 (testo: Pilantra – musica: Ennio Morricone)